# 883-й артиллерийский полк
883-й артиллерийский полк, также мог называться 883-й артиллерийский полк Резерва Главного Командования или 883-й корпусной артиллерийский полк — воинская часть Вооружённых Сил СССР в Великой Отечественной войне.

## История
Переформировывался с июля 1941 года из 716-го гаубичного артиллерийского полка Московского военного округа в Москве. На вооружение полка поступили 152-миллиметровые гаубицы образца 1938 года.
В действующей армии с 7 сентября 1941 года по 24 марта 1942 года.
7 сентября 1941 года занял позиции близ Киришей и приступил к боевой деятельности. С 16 октября 1941 года (Тихвинская оборонительная операция) отступает на север, к Волхову
10 октября 1941 года приказом ставки главного командования входит в состав 4-й армии, как группа артиллерии дальнего действия с задачей обеспечить боевые действия 311-й стрелковой дивизии, 285-й стрелковой дивизии, 292-й стрелковой дивизии.
На 3 ноября 1941 года находится в районе деревни Заречье в 30-35 километрах южнее Волхова. В боях ноября 1941 года под Волховом поддерживает огнём в частности 6-ю бригаду морской пехоты. Только за 3 дня боёв 22-25 ноября 1941 года подавил 8 артиллерийских и одну миномётную батареи противника.
«В критический момент наступления немцев на город Волхов, когда 310-я стрелковая дивизия и другие части отступили на северо-восток и дорога на Волхов оказалась оголена, угрожающую брешь закрыли очень немногие части: 666-й стрелковый полк, 16-я танковая бригада (переправившаяся с западного берега реки Волхов), 3-й гвардейский дивизион и мотострелковый батальон. Но до подхода этих частей брешь в течение полутора-двух суток прикрывал один только 883-й артполк, находившийся южнее Вячкова и славший свои снаряды на Лынну, откуда двигались немцы». 
В наступлении, начавшемся 3 декабря 1941 года (Тихвинская наступательная операция) действует в основном вместе с 3-й гвардейской стрелковой дивизией, так например 24 декабря — 25 декабря 1941 года, поддерживая части 3-й гвардейской стрелковой дивизии, подавляет артиллерию противника в районах Тихорицы, Андреево, Новые Кириши.
С начала 1942 года действует в районе Погостья. Дислоцируясь на левом берегу реки Мга севернее станции, разрушает систему укреплений противника на подступах к станции, поддерживает советские войск в наступлении, например 16 — 17 февраля 1942 года поддерживает танки КВ-1 124-й танковой бригады в их наступлении на Погостье — Виняголово.
24 марта 1942 года полк преобразован в 13-й гвардейский пушечный артиллерийский полк, который впоследствии, 10 июня 1944 года обращён на формирование 35-й гвардейской пушечной артиллерийской бригады.

## Подчинение
| Дата            | Фронт (округ)       | Армия               | Корпус | Дивизия | Примечания |
| --------------- | ------------------- | ------------------- | ------ | ------- | ---------- |
| 01.09.1941 года | -                   | 4-я отдельная армия | -      | -       | -          |
| 01.10.1941 года | -                   | 4-я отдельная армия | -      | -       | -          |
| 01.11.1941 года | -                   | 4-я отдельная армия | -      | -       | -          |
| 01.12.1941 года | -                   | 4-я отдельная армия | -      | -       | -          |
| 01.01.1942 года | Ленинградский фронт | 54-я армия          | -      | -       | -          |
| 01.02.1942 года | Ленинградский фронт | 54-я армия          | -      | -       | -          |
| 01.03.1942 года | Ленинградский фронт | 54-я армия          | -      | -       | -          |

## Командиры
- майор Седаш Константин Афанасьевич